# Gervinho
Gervais Yao Kouassi (n. 27 mai 1987, Ányama, Abidjan Autonomous District⁠(d), Coasta de Fildeș), cunoscut mai mult ca Gervinho, este un fotbalist din Coasta de Fildeș care joacă pe postul de atacant sau mijlocaș iar în prezent se află liber de contract.

## Carieră

### Tineret
Gervinho s-a născut în Anyama. El și-a început cariera la faimoasa academie de tineret ivoriană ASEC Abidjan, unde a performat timp de cinci ani. La ASEC Abidjian, lui i-a fost dată porecla în stilul brazilian "Gervinho", derivat de la primul său nume Gervais.
După aceasta, el s-a mutat la echipa din Divizia a II-a ivoriană Toumodi F.C., unde și-a început cariera profesionistă.

### K.S.K. Beveren
Gervinho a jucat două sezoane la clubul belgian Beveren, unde a bifat 61 apariții pentru club și a marcat 14 goluri.

### Le Mans
La sfârșitul sezonului 2006–07 Gervinho a fost transferat de clubul francez din Ligue 1, Le Mans, unde a jucat alături de internaționalul ivorian, mijlocașul Romaric. El a înscris două goluri în sezonul său de debut în Ligue 1, Gervinho a marcat de 9 ori în cele 59 de apariții de-a lungul celor două sezoane cu echipa franceză.

### Lille
Pe 21 iulie 2009, Gervinho a fost transferat de Lille pentru o sumă de transfer de cca. 6 milioane €, contract valabil pe trei ani. Gervinho a marcat de 13 ori în 32 de apariții în primul său sezon pentru club. Primul său gol pentru Lille a venit în victoria din deplasare cu 3-2 în fața lui US Boulogne pe 4 octombrie 2009.
Gervinho a avut un sezon și mai bun în cel de-al doilea său sezon la echipă. El a înscris 18 goluri în toate competițiile, 15 în Ligue 1, pentru a o ajuta pe Lille să câștige pentru prima dată în 56 de ani Ligue 1. Echipa sa de asemenea a fost încoronată câștigătoarea Cupa Ligii Franței, cu Gervinho marcând un gol în victoria cu 2-0 din semifinală împotriva lui Nice pe 20 aprilieie. La sfârșitul sezonului, Gervinho a fost curtat de mai multe echipe, Arsenal, Paris Saint Germain, Atletico Madrid și Newcastle United.

### Arsenal
Pe 12 iulie 2011 Gervinho a completat un transfer de la Lille către Arsenal pentru o sumă de transfer aproximată a fi 10.8 milioane de dolari. El și-a realizat debutul în amicalul din pre-sezon împotriva lui 1. FC Köln, în care a marcat o dublă impresionând echipa cu abilitățile sale. A fost eliminat în primul său meci din Premier League, sezonul 2011-2012 împotriva lui Newcastle United după o palmă adresată lui Joey Barton. Acel meci s-a încheiat 0–0. Aceasta a rezultat cu o suspendare de 3 meciuri pentru reacție violentă. Alan Pardew (managerul lui Newcastle United) l-a acuzat pe Gervinho de simulare la intrarea dură a lui Cheick Tioté la Gervinho în interiorul careului. He a marcat primul său gol din ligă în înfrângerea cu 4–3 în fața lui Blackburn Rovers. Pe 23 octombrie 2011 Gervinho va contribui la toate cele trei goluri pentru victoria lui Arsenal cu 3–1 în fața lui Stoke City, marcând primul gol și pasând decisiv pentru următoarele două goluri date amândouă de Robin van Persie. A dat cel de-al treilea său gol pentru Arsenal pe 3 decembrie 2011, într-o victorie cu 4-0 în deplasare la Wigan Athletic, marcând cel de-al treilea gol. A marcat cel de-al patrulea său gol pentru Arsenal pe 27 decembrie 2011 de Boxing Day în minutul 9 împotriva lui Wolverhampton Wanderers.

## Statistici carieră

### Club
La 5 februarie 2014.
| Club         | Sezon        | Campionat | Campionat | Cupă    | Cupă   | Europa  | Europa | Total   | Total  |
| Club         | Sezon        | Meciuri   | Goluri    | Meciuri | Goluri | Meciuri | Goluri | Meciuri | Goluri |
| ------------ | ------------ | --------- | --------- | ------- | ------ | ------- | ------ | ------- | ------ |
| Beveren      | 2005–06      | 32        | 6         | 0       | 0      | 0       | 0      | 32      | 6      |
| Beveren      | 2006–07      | 29        | 8         | 0       | 0      | 0       | 0      | 29      | 8      |
| Beveren      | Total        | 61        | 14        | 0       | 0      | 0       | 0      | 61      | 14     |
| Le Mans      | 2007–08      | 26        | 2         | 4       | 4      | 0       | 0      | 30      | 6      |
| Le Mans      | 2008–09      | 33        | 7         | 4       | 1      | 0       | 0      | 37      | 8      |
| Le Mans      | Total        | 59        | 9         | 8       | 5      | 0       | 0      | 67      | 14     |
| Lille        | 2009–10      | 32        | 13        | 0       | 0      | 8       | 5      | 40      | 18     |
| Lille        | 2010–11      | 35        | 15        | 8       | 3      | 10      | 0      | 53      | 18     |
| Lille        | Total        | 67        | 28        | 8       | 3      | 18      | 5      | 93      | 36     |
| Arsenal      | 2011–12      | 28        | 4         | 2       | 0      | 7       | 0      | 37      | 4      |
| Arsenal      | 2012–13      | 18        | 5         | 2       | 0      | 6       | 2      | 26      | 7      |
| Arsenal      | Total        | 46        | 9         | 4       | 0      | 13      | 2      | 63      | 11     |
| Roma         | 2013–14      | 18        | 5         | 3       | 3      | 0       | 0      | 21      | 8      |
| Roma         | Total        | 18        | 5         | 3       | 3      | 0       | 0      | 21      | 8      |
| Career total | Career total | 251       | 65        | 23      | 11     | 31      | 7      | 305     | 83     |

### Goluri internaționale
| Gervinho – goals for Ivory Coast | Gervinho – goals for Ivory Coast | Gervinho – goals for Ivory Coast      | Gervinho – goals for Ivory Coast | Gervinho – goals for Ivory Coast | Gervinho – goals for Ivory Coast | Gervinho – goals for Ivory Coast                       |
| #                                | Data                             | Stadion                               | Oponent                          | Scor                             | Rezultat                         | Competiția                                             |
| -------------------------------- | -------------------------------- | ------------------------------------- | -------------------------------- | -------------------------------- | -------------------------------- | ------------------------------------------------------ |
| 1                                | 14 noiembrie 2009                | Stade Félix Houphouët-Boigny, Abidjan | Guineea                          | 1–0                              | 3–0                              | Calificările pentru Campionatul Mondial de Fotbal 2010 |
| 2                                | 14 noiembrie 2009                | Stade Félix Houphouët-Boigny, Abidjan | Guineea                          | 2–0                              | 3–0                              | Calificările pentru Campionatul Mondial de Fotbal 2010 |
| 3                                | 15 ianuarie 2010                 | Estádio Chimandela, Cabinda           | Ghana                            | 1–0                              | 3–1                              | Cupa Africii pe Națiuni 2010                           |
| 4                                | 17 noiembrie 2010                | Stadion Miejski, Poznań               | Polonia                          | 1–1                              | 1–3                              | Meci amical                                            |
| 5                                | 5 iunie 2011                     | Stade de l'Amitie, Cotonou            | Benin                            | 3–0                              | 6–2                              | Preliminariile Cupei Africii pe Națiuni 2012           |
| 6                                | 5 iunie 2011                     | Stade de l'Amitie, Cotonou            | Benin                            | 5–2                              | 6–2                              | Preliminariile Cupei Africii pe Națiuni 2012           |
| 7                                | 3 septembrie 2011                | Stade Amahoro, Kigali                 | Rwanda                           | 5–0                              | 5–0                              | Preliminariile Cupei Africii pe Națiuni 2012           |
| 8                                | 8 februarie 2012                 | Stade d'Angondjé, Libreville          | Mali                             | 1–0                              | 1–0                              | Cupa Africii pe Națiuni 2012                           |
| 9                                | 8 septembrie 2012                | Stade Félix Houphouët-Boigny, Abidjan | Senegal                          | 2–2                              | 4–2                              | Preliminariile Cupei Africii pe Națiuni 2013           |
| 10                               | 14 ianuarie 2013                 | Al Nahyan Stadium, Abu Dhabi          | Egipt                            | 1–0                              | 4–2                              | Meci amical                                            |
| 11                               | 14 ianuarie 2013                 | Al Nahyan Stadium, Abu Dhabi          | Egipt                            | 3–1                              | 4–2                              | Meci amical                                            |
| 12                               | 22 ianuarie 2013                 | Royal Bafokeng Stadium, Rustenburg    | Togo                             | 2–1                              | 2–1                              | Cupa Africii pe Națiuni 2013                           |
| 13                               | 26 ianuarie 2013                 | Royal Bafokeng Stadium, Rustenburg    | Tunisia                          | 1–0                              | 3–0                              | Cupa Africii pe Națiuni 2013                           |

## Palmares

### Club
Lille
- Ligue 1: 2010–11
- Coupe de France: 2011